# دریاچه مارالدی
دریاچه مارالدی (قزاقی: Маралды) یک دریاچه در استان پاولودار کشور قزاقستان است.